# Glossy
A glossy („fényes”, utalás a fényes papírfajtára, amire nyomják) igényes, az átlagosnál drágább, képes, heti vagy havi rendszerességgel megjelenő magazin. Fő célja a szórakoztatás, és a (viszonylag) jól körülhatárolt olvasói réteg általánosnak vélt „igényeinek” minél teljesebb kielégítése. Létezik férfi és női glossy is, a magyar piacon az előbbire példa a CKM vagy az FHM, utóbbira pedig a Cosmopolitan vagy a Joy (magazin).